# Frøstrup
Frøstrup er en by i Vester Han Herred med 591 indbyggere  (2024), beliggende 30 km øst for Hanstholm, 21 km vest for Fjerritslev og 25 km nordøst for Thisted. Byen hører til Thisted Kommune og ligger i Region Nordjylland.
Frøstrup hører til Tømmerby Sogn. Tømmerby Kirke ligger lidt ensomt 1½ km øst for Frøstrup.

## Seværdigheder
Frøstrup Minilandsby blev påbegyndt i 1999 og har som mål at bygge en fuldstændig kopi i forholdet 1:10 af stationsbyen Frøstrup, som den så ud i 1904-30.
4 km sydvest for Frøstrup ligger Kirsten Kjærs Museum. 5 km sydvest for byen ligger naturkollektivet Thylejren, der lokalt kaldes Frøstruplejren.

## Faciliteter
- I den nordlige ende af bebyggelsen Tømmerby, som Frøstrup er tæt på at vokse sammen med, ligger den tidligere Tømmerby-Lild Skole. Den er nu en afdeling af Hannæs-Østerild Skole, som har 0.-6. klasse i Tømmerby og Østerild og 7.-9. klasse i Vesløs. I Tømmerby er der SFO med ca. 40 børn. De 3 skoleafdelinger har tilsammen 273 elever[2] og ca. 50 medarbejdere.
- I forlængelse af skolen ligger Hannæs Børnehus, som er normeret til 34 børnehavebørn og 11 vuggestuebørn og har 11 ansatte.[3]
- Frøstrup Hannæs Idrætsforening (FHIF) blev dannet i 1983, da Frøstrup IF blev lagt sammen med Hannæs IF, der var dannet i 1938 ved sammenlægning af klubberne i Vesløs og Amtoft. Samme år blev der anlagt fodboldbane i Frøstrup. Klubhuset i Frøstrup blev udvidet og renoveret i år 2000.[4]
- Frøstrup Gamle Kro er renoveret i 2012-14 og fungerer som forsamlingshus. Stueetagen har en stor sal og et mindre lokale. Den lejes bl.a. af Frøstrup Borgerkro, der drives af frivillige og normalt er åben fredag og lørdag. På 1. sal er der bibliotek og et par mødelokaler.
- I 1919 brændte Lild Sogns fattiggård i Lund, hvorefter man byggede ”De gamles Hjem” i Frøstrup. Sådan hed det indtil sidst i 1950’erne, hvor det blev restaureret og udbygget og fik navnet ”Trye” efter den gård, der havde lagt jord til Frøstrup by. I 2005 blev det besluttet at bygge et nyt områdecenter i Frøstrup. Kun en tilbygning fra 1981 blev bevaret, resten blev revet ned. I vinteren 2008 stod 20 helt nye to-værelses lejligheder med eget badeværelse og tekøkken klar til indflytning.[5]
- Frøstrup har Dagli'Brugs, grillbar, lægehus og filial af Sparekassen Thy.

## Historie

### Tømmerby-Lild sognekommune
Tømmerby-Lild var et sognedistrikt (pastorat), fra 1867 en sognekommune. Tømmerby Sogn var hovedsognet, hvor præstegården lå i Kærup ½ km nord for kirken. Lild Sogn var et anneks, altså et sogn uden egen præst. Frøstrup blev den største by i Tømmerby-Lild kommune, som havde 1462 indbyggere ved kommunalreformen i 1970, hvor den blev indlemmet i Hanstholm Kommune. Denne indgik ved strukturreformen i 2007 i Thisted Kommune.

### Frøstrupkredsen
Landsbyen Bjerget ved Lild Kirke var i 1800-tallet egnens centrum på den gamle landevej mellem Thisted og Fjerritslev. Bjergets Kro var valgsted for Bjergets Kro-kredsen. Vælgerne måtte indtil 1915 møde på kredsens valgsted for at afgive deres stemme. Da Frøstrup fik jernbane, blev valgstedet i 1905 flyttet til Frøstrup Kro, så vælgerne kunne tage toget, når de skulle stemme. Valgkredsen skiftede navn til Frøstrupkredsen og eksisterede indtil 1919.

### Landsbyen
I 1901 blev Frøstrup beskrevet ganske kort: "Frøstrup med Mølle" Møllen ses dog ikke på målebordsbladene. Området Frøstrup bestod før banens tid af 2-3 gårde. Kroen med rejsestald blev opført på Tryes jord i 1904.

### Jernbanen
Thisted-Fjerritslev Jernbane (1904-1969) fik en station ved Trye. Stationen havde et langt krydsningsspor overfor stationsbygningen. Syd for den lå et læssespor med et stikspor, der endte i en stopbom ved bygningens sydgavl. Grovvareforretningen JAF havde silo ved læssesporet og var en af stationens gode kunder. Stationsbygningen er bevaret på Storkevej 15.
3 km syd for Frøstrup Station havde Tømmerby et trinbræt med begrænset ekspedition indtil 1944. Vogterhuset, der fungerede som en lille stationsbygning, er bevaret på Tømmerbyvej 78.

### Stationsbyen
På det lave målebordsblad fra 1900-tallet ses kro, telefoncentral, forsamlingshus og apotek. I starten af 1950'erne var der biograf i krosalen.

## Galleri
- Stationsbygningen
- Den Gamle Kro
- Minilandsbyen
- Det tidligere mejeri
- Det tidligere bageri
- Missionshuset
- Frysehuset